# امپراتوری برزیل

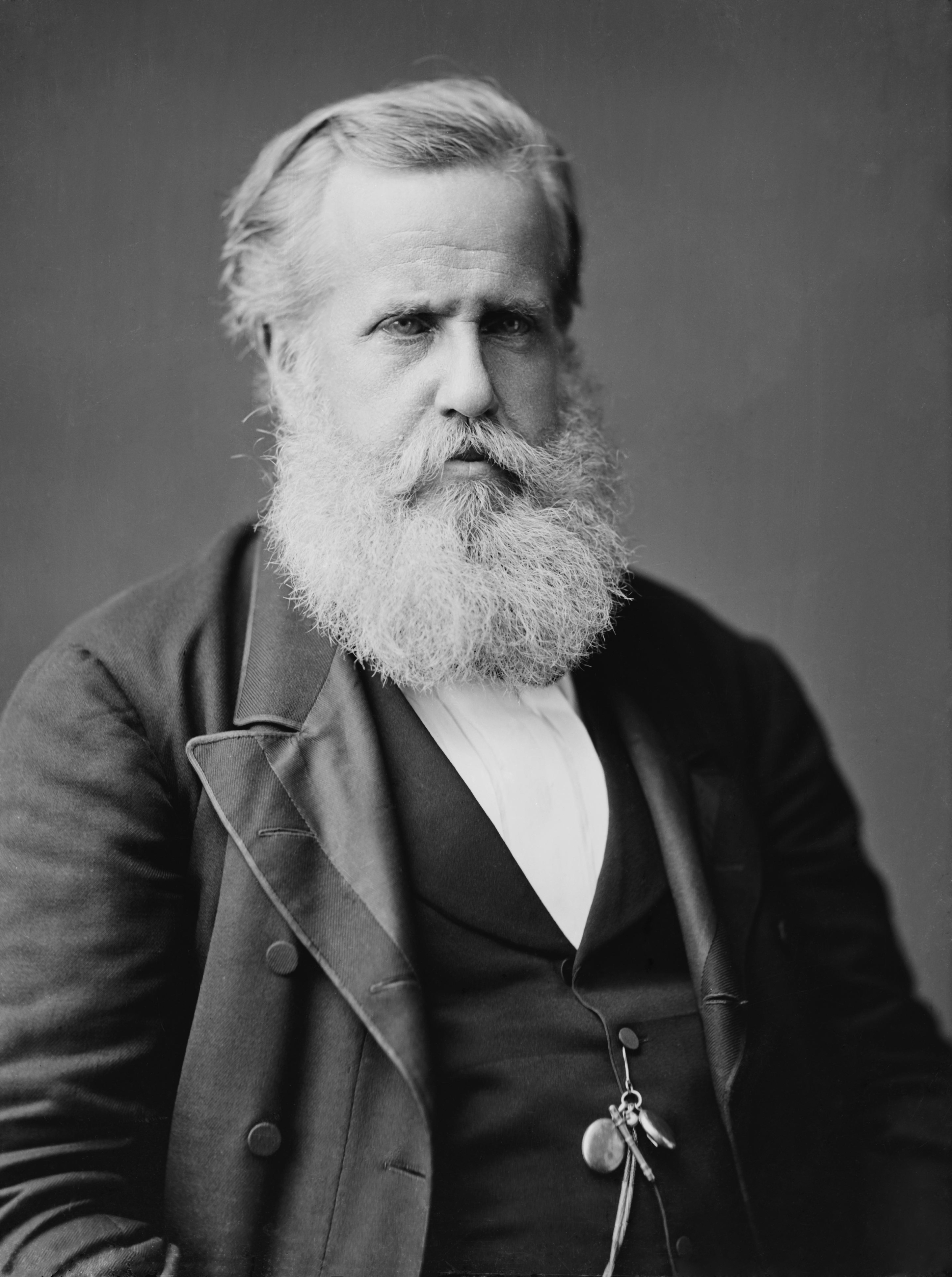
پُرترهٔ پدروی دوم، دومین و واپسین امپراتور برزیل به‌سال ۱۸۷۶ میلادی. عکاس: متیو بریدی

اعتقاد بر این است که پیش از آنکه نخستین جهانگردان پرتغالی در سده شانزدهم در دوره امپراتوری پرتغال به رهبری پدرو آلوارز کابرال به برزیل پا بگذارند جمعیت نیمه عشایری دست کم ۱۰٬۰۰۰ سال در این کشور ساکن بودند. در طول سه قرن بعد، پرتغالی‌ها در این کشور ساکن شدند و ابتدا به دنبال درخت برزیل (پو برزیل)، و پس از آن کشت نیشکر، قهوه و نیز جستجوی معادن طلا برآمدند. منبع نیروی انسانی این مستعمره در آغاز متشکل از برده‌های برزیل، سرخ‌پوستان آمریکا، و پس از سال ۱۵۵۰، بیشتر متشکل از سیاه‌پوستان آفریقایی بود. در سال ۱۸۰۸، ملکه ماریای اول پرتغال و پسر و نایب‌السلطنه وی، جان ششم از پرتغال، در گریز از ارتش ناپلئون بناپارت، امپراتوری اول فرانسه به همراه خاندان سلطنتی، اشراف و دولت به ریودو ژانیرو گریختند. این تنها مورد جابجایی یک خاندان سلطنتی از قاره‌ای به قاره‌ای دیگر بوده‌است.
گرچه آنان در سال ۱۸۲۱ به پرتغال بازگشتند، این فاصله منجر به بازشدن بنادر تجاری به روی بریتانیا شد که در آن زمان به دلیل حملات ناپلئون قادر به دسترسی به بیشتر بنادر قاره اروپا نبود و این امر منجر شد تا برزیل به عنوان بریتانیای تحت فرمانروایی دربار پرتغال لقب بگیرد. پس از عزیمت جان چهارم شاهزاده پرتغالی، بقایای دولت سلطنتی در ریودو ژانیرو اقدام به انحلال پادشاهی برزیل کرده و آن را به حالت استعماری بازگرداند. این امر منجر به بروز نزاع‌های کوچکی در این کشور شد که به نام جنگ‌های استقلال برزیل شهرت دارد. در ۷ سپتامبر ۱۸۲۲ نایب‌السلطنه پیتر اول از برزیل (دوم پدروی دوم) (که بعدها پدروی چهارم از پرتغال نام گرفت) با اعلام استقلال، امپراتوری مستقل برزیل را بنیان نهاد. عهدنامه‌ای که استقلال این امپراتوری را به رسمیت می‌شناسد در ۲۹ ژوئن ۱۸۲۵ بین بریتانیا و پرتغال امضا شد. در حالیکه تاج و تخت در اختیار دربار براگانزا باقی ماند، این امر بیشتر منجر به تجزیه امپراتوری پرتغال به دو بخش شد و نه نهضت استقلال طلبی به نحوی که در دیگر مناطق قاره آمریکا مشهود است.
امپراتوری برزیل رسماً حکومتی دموکراسی در نظام وستمینستر (سبک بریتانیایی) بود و موازنه قوا میان امپراتور، نخست‌وزیر و پارلمان بیشتر شبیه نظام استبدادی امپراتوری اتریش بود. برده‌داری در سال ۱۸۸۸ و به موجب «قانون طلایی» که ایزابل شاهزاده امپراتوری برزیل وضع کرده بود آغاز شد، و مهاجرت گسترده از اروپا به پرتغال زمینه را برای صنعتی شدن این کشور فراهم کرد. سپس پدروی اول پسر وی پدروی دوم جانشین وی شد. در سنین پیری او، ارتش و کابینه دچار اختلاف شدند، بحرانی که ناشی از جنگ اتحاد سه‌گانه (جنگ پاراگوئه) بود. پدروی دوم برای پیشگیری از وقوع جنگ بین ارتش و نیروی دریایی در ۱۵ نوامبر ۱۸۹۰ از تاج و تخت کناره‌گیری کرد. در این زمان جمهوری فدرال (با نام رسمی جمهوری ایالات متحده برزیل) توسط سپهبد دئودورا دا فونسکا تأسیس شد.